# 蔡宓潔
蔡宓潔（1985年—），台灣新進女導演。出身於導演世家，父親為導演蔡揚名，其兄長蔡岳勳為台灣導演及演員。

## 影視作品

### 電視劇／網路劇
| 年份 | 播出頻道   | 劇名     | 角色   | 導演   | 合作演員                                                   | 登場集數     | 備註     |
| 2006 | 中視無線台 | 白色巨塔 | 朱慧婷 | 蔡岳勳 | 言承旭、戴立忍、張國柱、吳孟達、張鈞甯、費翔、楊謹華、Saya | 5, 10, 14-16 | 特別演出 |

## 執導作品

### 導演
| 年份     | 頻道                 | 劇名                                   | 演員                                                                 |
| 網路劇   |                      |                                        |                                                                      |
| 2017     | CHOCO TV             | HIStory1《離我遠一點》                 | 吳承璟、宋柏緯、焦曼婷                                               |
| 2018     | CHOCO TV             | HIStory2《越界》                       | 盧彥澤、范少勳、楊孟霖、施柏宇、謝毅宏、許少瑜、王毓翔、章哲銘       |
| 2019     | LINE TV              | HIStory3《那一天》                     | 宋緯恩、黃雋智、張瀚元、劉韋辰                                       |
| 2021     |                      | 《親愛的天王星》                       | 陳加恩、孫譓檸、朱葒、陳羿菡、黃亭瑜、薛奕絜                         |
| 2022     | Bilibili、東森戲劇台 | 《About Youth 默默的我，不默默的我們》 | 沈駿、李振浩、徐碩廷、黃信赫                                         |
| 電視電影 |                      |                                        |                                                                      |
| 2018     | 緯來電影台           | 海吉拉                                 | 許光漢、姚愛寗、林意箴                                               |
| VR短片   |                      |                                        |                                                                      |
| 2020     |                      | 劍魂如初《傳承之書》                   | 楊孟霖、盧彥澤、許少瑜                                               |
| 電視劇   |                      |                                        |                                                                      |
| 2021     | 台視、三立都會台     | 《戀愛是科學》第1-5集                  | 莫允雯、吳念軒、黃薇渟、李京恬、高雋雅、鄭暐達、林禹、許懷民、葉全真 |

## 节目通告

### 綜藝節目
| 播出日期     | 頻道         | 節目名稱 | 主題          |
| 2018年6月5日 | 唐綺陽占星幫 | 直播餐桌 | 張庭翡&蔡宓潔 |

## 獎項紀錄

### 電視金鐘獎
| 年份   | 頒獎典禮     | 獎項       | 入圍作品         | 結果 |
| 2018年 | 第53屆金鐘獎 | 迷你劇集獎 | HIStory2《越界》 | 提名 |

## 外部連結
- 蔡宓潔在互联网电影资料库（IMDb）上的資料（英文）
- 蔡宓潔在香港影庫上的簡介
- 蔡宓潔在豆瓣上的资料（简体中文）
- 華文影史庫 蔡宓潔 簡介 （页面存档备份，存于）